# Staring at the Sea - The Images
Staring at the Sea - The Images è una video compilation del gruppo musicale britannico The Cure, pubblicato nel novembre del 1986.

## Descrizione
Questa raccolta contiene i videoclip di tutti i singoli pubblicati precedentemente dal gruppo, seguendo l'ordine cronologico di uscita. Contiene inoltre quattro video promozionali, per singoli non pubblicati sul mercato discografico: Other Voices, A Night Like This, Play for Today e 10:15 Saturday Night, quest'ultimo è stato pubblicato commercialmente solo in Francia. L'analoga raccolta su supporto discografico è intitolata Standing on a Beach - The Singles 1978-1985.
Il video di Boys Don't Cry, registrato per l'occasione in quanto sei anni prima non ne era stato fatto alcuno, presenta l'ex-membro Michael Dempsey che, come Robert Smith e Lol Tolhurst, mima l'esecuzione della canzone dietro una tenda, mentre in primo piano ci sono dei ragazzini che li impersonano.
La raccolta, pubblicata dalla Elektra Records, è stata distribuita in formato VHS, LaserDisc, Betamax, VHD.

## Tracce
1. Killing an Arab
2. 10:15 Saturday Night
3. Boys Don't Cry (new voice/new mix)
4. Jumping Someone Else's Train
5. A Forest (shortened edit)
6. Play for Today
7. Primary
8. Other Voices
9. Charlotte Sometimes
10. The Hanging Garden
11. Let's Go to Bed
12. The Walk
13. The Lovecats (video mix)
14. The Caterpillar
15. Inbetween Days
16. Close to Me (remix)
17. A Night Like This